# 城のある町にて
『城のある町にて』（しろのあるまちにて）は、梶井基次郎の短編小説。「ある午後」「手品と花火」「病気」「勝子」「昼と夜」「雨」の6章の挿話から成る。幼い異母妹の死を看取った後の不安定な感情や悲しみを癒すために訪れた、姉夫婦一家の住む三重県の松阪町での実体験を題材にした私小説的作品である。基次郎の代表作の一つでもあり、作中の「今、空は悲しいまで晴れてゐた」という一文は有名である。

## 発表経過
1925年（大正14年）2月20日発行の同人誌『青空』2月号（第1巻第2号・通巻2号）に掲載された。その後、基次郎の死の前年の1931年（昭和6年）5月15日に武蔵野書院より刊行の作品集『檸檬』に収録された。同書には他に17編の短編が収録されている。

## あらすじ

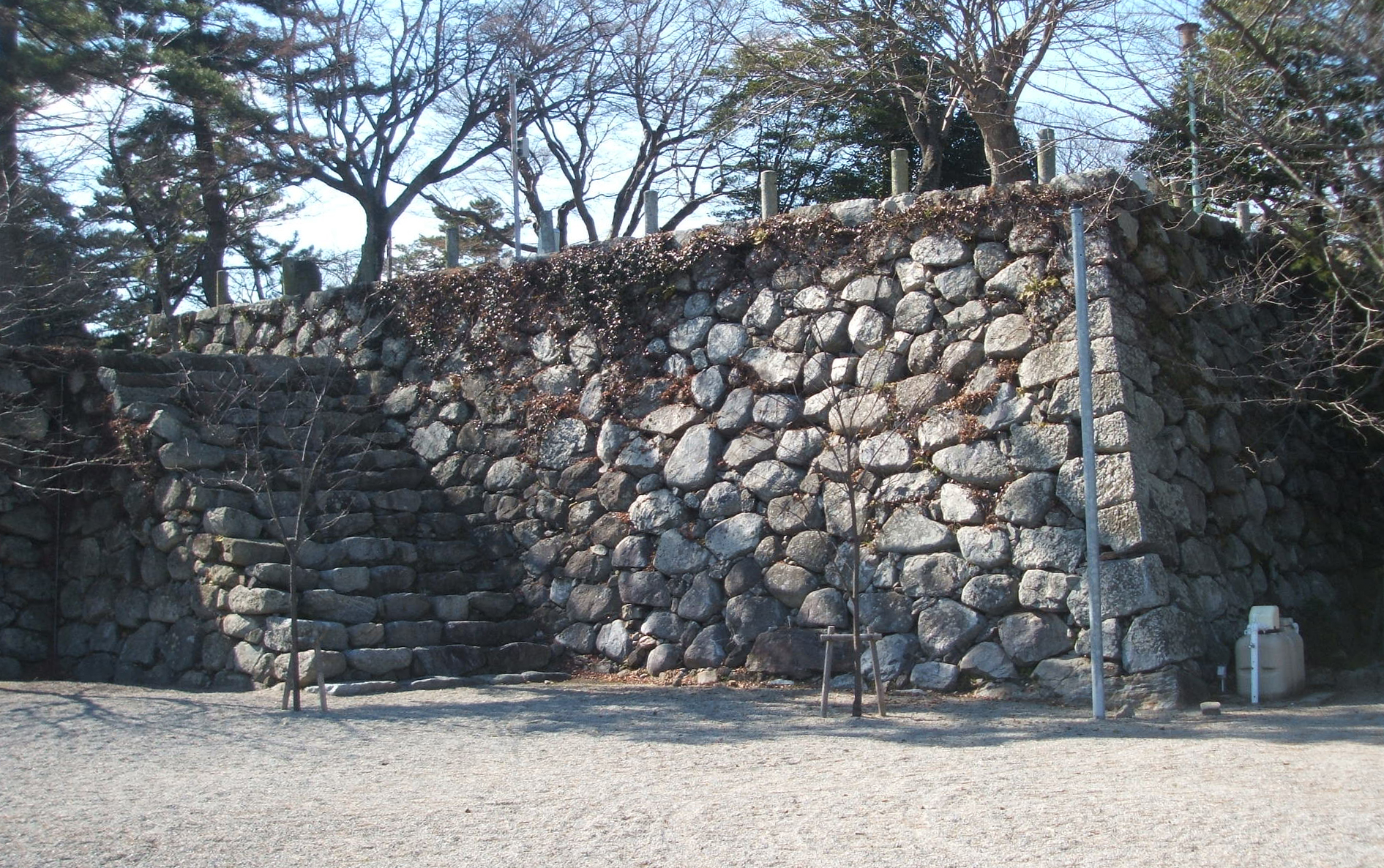
松阪城跡

幼くして亡くなった妹の死からまだ五七日も過ぎぬ夏の盛り、この城下町にやって来た峻は、静かな気持で妹の死を考えていた。この町は峻の姉夫婦が住んでいる土地で、近くには城跡（松阪城跡）があった。その城跡に登った石垣のベンチから一望できる風景は、妹を失った実感を強く刻むと同時に、その苦しみを徐々に癒し、都会に倦んだ峻の心に敬虔で新鮮な感慨を与えた。
悲しいまでに晴れた空の下、甍を並べた町並みの中で人々は暮していた。I湾（伊勢湾）の海のパノラマの眺め、城跡の木立で文法の練習をしているように鳴く法師蝉、昆虫と戯れる子供ら、夜になると活気づく青年たち、秋が近づく自然の移り変わりを感じながら、峻はそれらを眺めた。
ある晩、城跡の夜散歩から戻った峻は、姉夫婦に手品見物に誘われ、姉の娘・勝子、義兄の妹・信子の5人で芝居小屋（相生座）に出かけた。印度人の披露する悪ふざけの笑いの下品な余興や三流手品に峻は不愉快になった。つまらない手品を見ながら、峻は今しがたの城跡のことを思い出した。
それは、夜景の遠くかすかに見えた星水母のような花火の美しさと、たまたま隣に来た少年たちの会話だった。花火を見て、「花は」と1人が訊くと、誰かが「Flora」と答えた。峻はその「Flower」とは言わなかった子供とパノラマが、どんな手品師も叶わない素晴らしい手品だったと思った。
ある日、腎臓を悪くして姉が寝込んだ。その時に峻は義兄から、北牟婁郡に住んでいた頃に勝子が近くの川で溺れ死にそうになった話を聞かされた。それは姉の留守中、義兄の祖母（70歳すぎ）が勝子を連れて川に茶碗を洗いに行った時だった。義兄は心臓脚気で臥せっていたが、叫び声で異変に気づき、川に流される勝子を危機一髪で助けた。
それ以来、孫の嫁（姉）に済まない気持を抱いた義祖母はボケ始め、ずっと「よしやんに済まん」と言い続け1年後に死んだという。そんな話を聞いた峻は、勝子のお守りをしようとしてそんな目に遭った義祖母の運命が何か惨酷なものに感じられた。
ある曇った日、峻は部屋の窓から原っぱの方を眺めていると、遊んでいる子供たちの中に、男児に倒される勝子を見つけた。子供たちは何か荒い遊びをしているようで、1人の男児が順番に並ぶ女児を次々と引っ張って倒していた。日頃勝気な勝子は他の女児よりも余計にその男児から手荒に意地悪をされているようだった。
峻は自分が見ていることを男児に気づかせるために注視していたが、勝子が平気な顔で耐えているのか、わざと手荒にしてもらいたいのか解らなかった。その晩の夕食の後、勝子は指に刺さった棘のため、激しく泣いて姉を手こずらせた。峻にはその泣き声が、昼間のやせ我慢を爆発させている悲しいものに感じられた。
峻はある日、城の崖の蔭にある大きな井戸から汲んだ水で洗濯をする若い女たちを見ていた。その様子はとても健康的で幸福な眺めであった。その平明で単純な世界から、峻は国定教科書にあった唱歌の詩や、明るい子供の丸顔の挿絵を思い出し、憧憬を感じた。
そんな「食ってしまいたくなるような風景」への愛着や、新しい生活への想像で眠れない夜が時々訪れると、昼間の峻はその疲労と興奮で、熱い頬を楓の樹の肌に押しつけて冷やしたい衝動にかられたり、散文詩を葉書に書いたりした。
8月の終わり、信子が学校の寄宿舎に帰ることになった。荷物を行李に詰めて、近所で借りた乳母車で翌朝、停車場まで勝子も連れて義母が手伝って持っていくらしかった。峻は、今夜のうちに切符を買って先に荷物を送ってしまえばいいと助言し、自分が持っていこうと申し出たが、信子と義母は遠慮した。
峻は、義母と娘と姪の3人が連れ合って、乳母車で荷物を引いて停車場に向う夏の朝の風景を思い浮かべ、それを美しいと感じた。もしかしたら彼女たちは互いにそんな出発の朝の楽しさを思っているのではないかと空想した峻は、清らかな気持になった。
その夜、眠れない峻は雨の音や虫の声に耳をすませた。雨戸を開けて閾を上に座った峻は、雨で足を冷やした。雨の中、信子の着ていた浴衣が物干し竿にかかったままだった。信子がいつも着ていた浴衣を見ていると、彼女の体つきが浮んで来た。峻はまだ自分の頬が熱いのを感じ、再び夕立が来るのを待っていた。

## 登場人物
峻
可愛い盛りの妹を亡くした後、姉からの手紙の誘いで、姉夫婦の住む城跡の町を訪れ滞在中。着いた翌日の夜、姉夫婦と姪と一緒に初めて城跡に登った時、旱のために田にわいたウンカを殺す除虫燈が平野一面に瞬いている光景を見て涙ぐんだ。城跡に登って眺める様々な様相を見せる町の景色からレンブラントやコンステイブルの絵を想起する。23歳の基次郎自身がモデル。
姉
峻の姉。みんなで手品を見に芝居小屋（相生座）に行く時、白粉を顔につける。いくらか我儘なところがある性格だが弟思い。以前より少し痩せて歩きぶりが良くなったと峻は思う。北牟婁郡に住んでいる時に回虫になり、嫁いで初めて寝込んだ。基次郎の姉・冨士（当時27歳）がモデル。
義兄
姉の夫。煙草を吸う。姉が北牟婁郡で寝込んだ時、氷を買うため夜中の2時に4里もの道を自転車で走ったが、家に着くとサドルの後ろの風呂敷の中身が擦れて氷が小さくなってしまっていた。話を面白く語るのが上手い。基次郎の義兄・宮田汎（当時28歳）がモデル。
勝子
姉夫婦の長女。おしゃまで少し勝気な少女。峻が抱っこしてやる時に「もっとぎゅうっと」と何度も注文をつける。印度人のつまらない手品が終わって幕を下りた後、「ああ面白かった」と取ってつけたように言ったため、皆がうけて笑う。基次郎の姪・寿子（当時6歳）がモデル。
信子
義兄の妹。峻とは初対面。手品を見に行く時、白粉を顔につけ、大人っぽい浴衣姿で手に団扇を持つ。家の中では肩縫揚げのある服で、足をにょっきり出し子供っぽさが残る。生まれつき平和な自然体で素直な性格。得意な琴が指の傷で弾けないため、母親から天理教様に拝んでもらえと言われると素直に従う。学校の宿題で植物標本を作っている。4年前に峻が北牟婁郡に行った時、信子はすでに寄宿舎にいて、その時存命だった義兄の祖母は、まだ幼い勝子の名前をよく間違えて信子と呼んでいた。宮田汎の妹・房子（当時18歳）がモデル。
義母
義兄の母。天理教を信心している。宮田汎の母親がモデル。
3人の少年たち
峻が城跡から遠くの花火を見ていた時に、たまたま月見台のベンチの隣にやって来た少年たち。「Flora（フロラ）」と答えた年長の少年は当時18歳の今村幸雄で、御城番屋敷に居住する実在の人物。実際にはエスペラント語で花は何というかの答えとして、「フローロ」と幸雄は言ったが、基次郎が「フロラ」と聞き違えたのだという。花火は津市岩田川畔で上げられたもの。
老人
城跡のベンチにいる峻に何気なく声をかけ、いい眺めの景色に感嘆して行った老人。禿げた頭にカンカン帽を冠る。片手に洋傘、もう片手に扇子と日本手拭を持っている。何のこだわりもない朗らかな老人に峻は好感を持つ。
その他の人々
怪しげな名前の印度人の手品師。狡い顔つきの無躾な水番（席案内の接客）の老婦。手品の舞台に上がらされた観客の男。城跡の崖近くにある大きな井戸の水で洗濯をする素足の若い女2人。

## 作品背景

### 異母妹
基次郎には20歳下の異母妹・八重子がいた。八重子は父・宗太郎が実家で営んでいた玉突き屋の女性従業員に産ませた子供であった。基次郎が第三高等学校（現・京都大学総合人間学部）理科甲類に通っていた1921年（大正10年）3月15日に八重子は誕生し、基次郎は春休みの4月に実家に帰省した時、初めて異母妹の存在を知りショックを受けた。
梶井家に引き取られた八重子は家族に可愛がられ、西条八十の詩を暗誦するほどの利口な子に育った。基次郎も、実家に滞在時にはこの異母妹をとても可愛がっていた。しかし1924年（大正13年）7月2日、3歳の八重子は結核性脳膜炎で急逝。その時の思いを基次郎は以下のように綴った。
自身も結核の持病を抱えていた基次郎には八重子の死が心身にこたえ、大阪の酷暑もあり血痰が続き、病気がぶり返していた。

### 姉一家
基次郎は、八重子の死から約1か月後の8月から、姉夫婦がいる三重県飯南郡松阪町殿町1360番地（現・松阪市殿町）へ養生を兼ねてやって来た。一緒に来た母・ひさと弟・良吉はすぐに帰り、基次郎だけ1人残って長く滞在した。

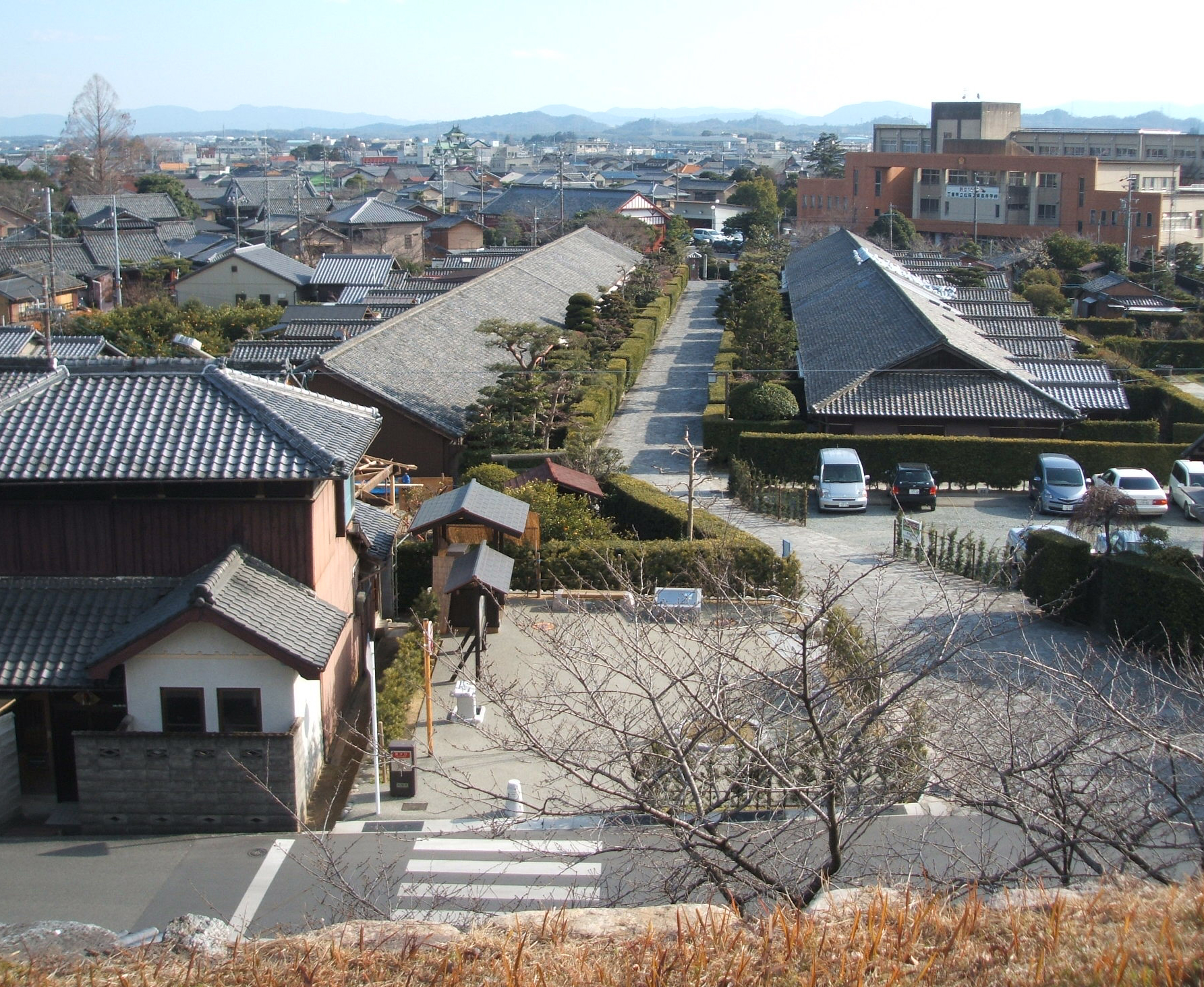
御城番屋敷

姉夫婦の宮田家は松阪城跡が間近に見える場所にあり、2010年（平成22年）8月現在も当時のまま残されている。松阪城内の西南にある搦手口から城を出て、御城番屋敷（屋根瓦が美しい長屋）に挟まれた道を下ったところにある松阪工業高等学校の正門前の四辻を左に曲がり、60メートルほど北東に進むと、その左手に六軒長屋があり、その長屋の左から三軒目が宮田家だった。
姉・冨士は当時、松阪第二小学校の教員で、夫・宮田汎も松阪商業高校の体育教師をしていた。同居家族には、2人の長女の寿子（当時6歳）と、汎の母親・よしがいて、夏休みであったため、汎の妹・ふさ（房子とも呼ぶ）が寄宿舎から帰省していた。房子は鈴鹿郡亀山町（現・亀山市）の三重県女子師範学校に在学中で当時18歳であった。
夕食後はよく姉夫婦と基次郎、房子の4人でトランプをした。音楽好きの基次郎はオルガンを弾きながら、太いバスで『椿姫』を原語で朗々と歌っていたという。
なお、基次郎は姉一家が三重県北牟婁郡船津村字上里（現・紀北町）に住んでいた4年前の1920年（大正9年）8月にも、その地で転地療養したことがあった。

### 房子
宮田汎の妹・房子は、作中にも描かれているように性格の良い娘で、「誰からも好かれるほんとに素直でおとなしい人」であった。基次郎は宮田家に滞在中、房子に淡い恋心を抱いていたとされ、姉・冨士は、「私たちは何も気付かなかつたが基次郎が房子に好意を持つていたようなことがあつたかもしれません」と語っている。
房子は基次郎の第一印象を、大きなガッチリした体型で油気のない硬そうな毛を伸ばしていて、「こんな丈夫さうな体でどこが悪いのか」と思いつつ、時々基次郎が鼻をつまみながら肝油を飲み、紅しょうがをガリガリとかじっているのも見かけた。基次郎は房子に積極的に話しかけることはなかった。
房子が女子師範学校の寄宿舎に帰った後、基次郎は姉・冨士を通じて、島崎藤村の『おさなものがたり』の本を一冊贈った。

### スケッチ
宮田家の二階の奥の四畳半の部屋に泊った基次郎は、異母妹の死を静かな気持で考え、ほぼ毎日松阪城跡を散策し、風景のスケッチや町の人々や建物、植物や昆虫の仔細な様子を丹念に草稿ノートへ書き留めた。
ノートには、姪の寿子を無意識に異母妹・八重子と間違えて笑われたことも記され、城跡から見下ろした鈴乃屋（本居宣長の旧居）の屋根のスケッチも残っている。基次郎が松阪城跡から見た〈立派な井戸〉は、搦手口の御城番の井戸である。
8月末に姉夫婦の家を発ち、大阪の実家に戻った基次郎は、9月初旬に京都に出向き、鴨川の河原の風景の中で再び心を解放しながら、そこに行き交う人々、人力車や自動車、測量士の打つ杭の音、材木屋が木材を削る鉋の音など、さりげない風景を言葉でスケッチした。
『城のある町にて』の執筆作業に取りかかったのは、前作『檸檬』を仕上げて、荏原郡目黒町字中目黒859番地（現・目黒区目黒3丁目4番2号）の八十川方に下宿に引っ越した12月頃からと推察され、翌1925年（大正14年）1月18日に完成させた。

## 作品評価・研究
『城のある町にて』は基次郎の存命中に発表された作品の中では最も長く、比較的明るい作品である。三島由紀夫はこの作品を、基次郎の小説の中で最も好きな作品だとしている。
飯島正や浅野晃は、『城のある町にて』の描写の各所に映画的なカメラアングル（角度を変えて移動、ズームで近づく）が見られるとし、遠くに見える花火が上がるところなどなどを挙げている。そして映画的な手法はダンテの『神曲』など古典にも胚胎していることなどを語りながら、基次郎の場合はそれよりもカラフルであり、色彩映画的だとしている。
柏倉康夫は、『城のある町にて』の風景描写の特性を、「最初は無音だった梶井のパーンニング・ショットに、やがて音がついてくる」とし、蝉やコオロギの声、往診から帰ってくる医者のオートバイの音に反応する子供たちの〈ハリケンハッチのオートバ〉という喚声など、その「音の伴奏が風景を一段と生彩のあるもの」にしていると評している。
そしてその基次郎の「感性」が感知するものは単に、「目に見える静止した光景」だけではなく、「その光景が時間の経過とともにみせる、ごく微妙な変化」こそが、時や自然の移り変わりに敏感な基次郎の「心」を最も深く捉えたものであり、基次郎がこの土地で「視覚、聴覚、触覚のすべてを働かせ、さらには想像力を動員して、周囲をとことん堪能する術を会得しつつあった」と解説している。
また、観察に没頭するだけでなく、法師蝉の鳴き声を〈文法の語尾変化〉のように聴き分けた瞬間から変貌する情景、以下のような子供たちの場面で、基次郎が「感覚の微妙なずれから生ずる、現実の歪曲」を楽しみ、それが「幻視者梶井の面目」だとし、「感覚の一部が肥大して、それだけが機能する」という基次郎の特異な感性がこの作品にも看取され、「現実を一層興味深いものにしている」と評している。
そして柏倉は、基次郎が惹かれる〈単純で、平明で、健康な世界〉の象徴である、井戸の水で洗濯に励む若い女たちの瑞々しい描写の場面や、京都の鴨川の河原のスケッチから鑑みられる基次郎の「観察者」としての立ち位置を、「結核という病のせいで、現実世界に関与できないという諦念と悲哀、そのためにいつしか現実を距離をおいて眺める地点」だと考察している。
なお、印度人の三流手品や、観客をからかう下品な笑いや不遜な態度に腹を立てた峻（基次郎）が、次第に心を鎮めて〈不愉快な場面を非人情に見る、――さうすると反対に面白く見えて来る――その気持がものになりかけて来た〉という心構えを習慣づけていることについて柏倉は、基次郎が愛読していた夏目漱石の『草枕』の中の、「おのれの感じ、其物を、おのが前に据ゑつけて、其感じから一歩退いて有体に落ち付いて、他人らしく之を検査する余地さへ作ればいゝのである」という意識の転換からの影響ではないかと考察し、その〈非人情〉の境地は「詩的な態度を維持することにほかならない」としている。
阿部昭は、『城のある町にて』で梶井が表現した〈今、空は悲しいまで晴れてゐた〉という文章について、今日ではこういう類の表現法は珍しくはなく、誰もが簡単に書くであろうが、その巷に溢れている類似の文章には、もはや「梶井が希求した精神」が見失われ、「通俗化した修辞のパターンだけが普及した」ものになってしまったと考察している。

## 文学碑

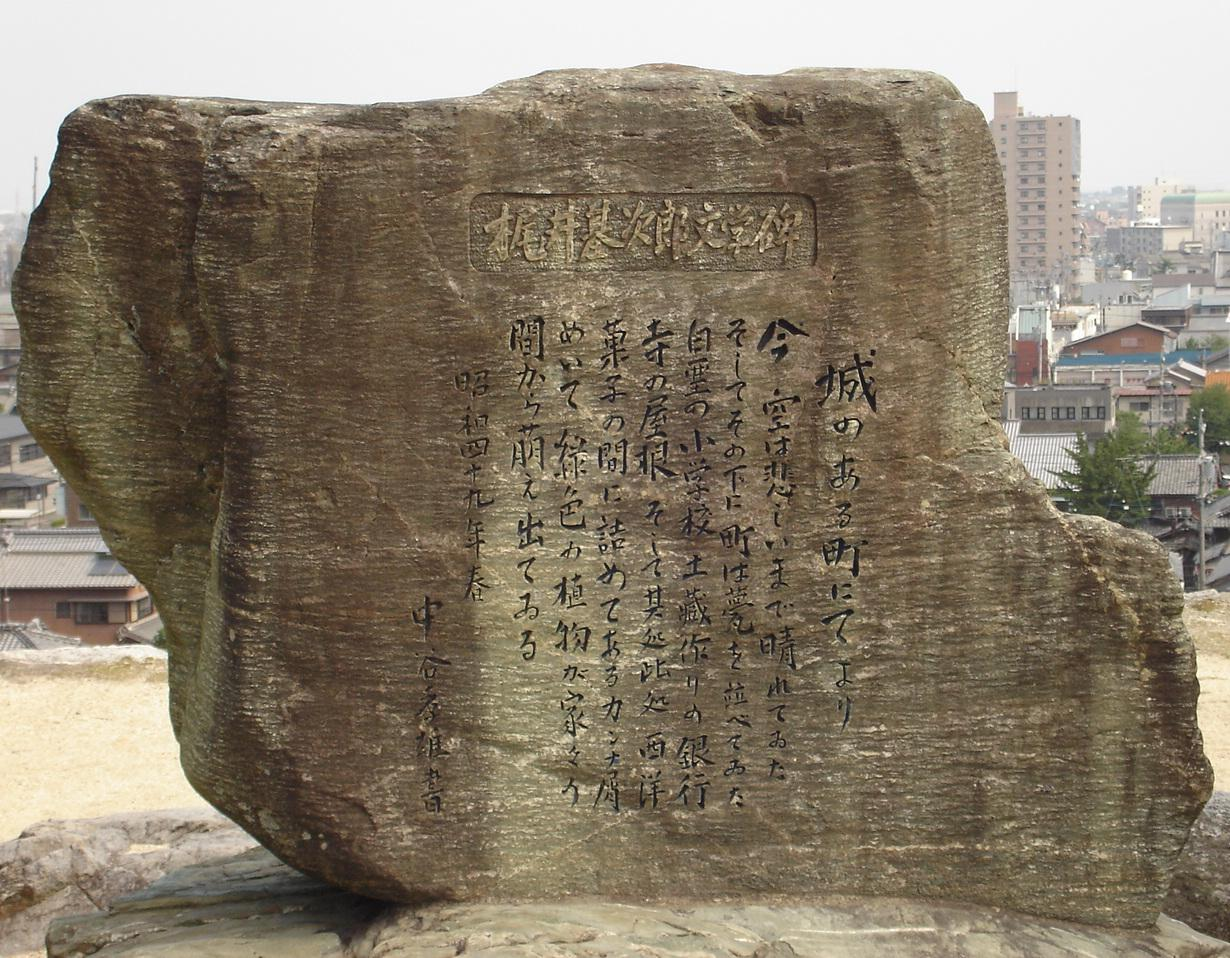
松阪城址の文学碑

松阪城跡には、1974年（昭和49年）8月に建立された『城のある町にて』の文学碑がある。基次郎の友人だった中谷孝雄の書で、以下の有名な一節が刻まれている。
また、1978年（昭和53年）5月14日には、三重県北牟婁郡海山町（現・紀北町）の上里小学校の校庭にも文学碑が建立された。この小学校は、1920年（大正9年）8月頃に姉・冨士が勤務していた学校で、冨士が受け持ちの生徒に、「こんな弟があるのじゃ」と基次郎の写真を見せていたため、転地療養に来て川にいる基次郎を見た生徒は、それが宮田先生の弟だとすぐに判ったという。この碑には、北牟婁郡に言及する以下の一節が、新仮名遣いに直されて刻まれている。

## おもな収録刊行本

### 単行本
- 『檸檬』（武蔵野書院、1931年5月15日） NCID BA31511438
  - 題字：梶井基次郎。四六判。厚紙装。機械函。総271頁
  - 収録作品：「檸檬」「城のある町にて」「泥濘」「路上」「過去」「雪後」「ある心の風景」「Kの昇天―或はKの溺死」「冬の日」「櫻の樹の下には」「器楽的幻覚」「筧の話」「蒼穹」「冬の蠅」「ある崖上の感情」「愛撫」「闇の絵巻」「交尾」
- 『檸檬 梶井基次郎創作集』（武蔵野書院・稲光堂書店、1933年12月1日） NCID BA86703937
  - 四六判。ボール紙函。総271頁
  - 収録作品：「檸檬」「城のある町にて」「泥濘」「路上」「過去」「雪後」「ある心の風景」「Kの昇天」「冬の日」「櫻の樹の下には」「器楽的幻覚」「筧の話」「蒼穹」「冬の蝿」「ある崖上の感情」「愛撫」「闇の絵巻」「交尾」
- 『城のある町にて』〈創元選書33〉（創元社、1939年11月29日） NCID BA71718726
  - 編集・あとがき：三好達治。四六判。薄紙装。紙カバー。総304頁
  - 収録作品：「檸檬」「城のある町にて」「泥濘」「路上」「過去」「雪後」「ある心の風景」「Kの昇天」「冬の日」「櫻の樹の下には」「器楽的幻覚」「蒼穹」「筧の話」「冬の蝿」「ある崖上の感情」「愛撫」「闇の絵巻」「交尾」「のんきな患者」
- 『檸檬』（十字屋書店、1940年12月20日）NCID BA53357375
  - 四六判。厚紙装。紙カバー。総271頁
  - 収録作品：「檸檬」「城のある町にて」「泥濘」「路上」「過去」「雪後」「ある心の風景」「Kの昇天」「冬の日」「櫻の樹の下には」「器楽的幻覚」「筧の話」「蒼穹」「冬の蝿」「ある崖上の感情」「愛撫」「闇の絵巻」「交尾」
- 『梶井基次郎集』（新潮文庫、1950年11月25日。改版1967年12月10日、2003年10月30日） ISBN 978-4101096018
  - カバー装幀：船坂芳助。A6判。仮製本。紙カバー
  - 解説：淀野隆三
  - 収録作品：「檸檬」「城のある町にて」「泥濘」「路上」「橡の花」「過古」「雪後」「ある心の風景」「Kの昇天」「冬の日」「桜の樹の下には」「器楽的幻覚」「蒼穹」「筧の話」「冬の蝿」「ある崖上の感情」「愛撫」「闇の絵巻」「交尾」「のんきな患者」
  - ※1967年12月の改版より『檸檬』と改題
- 『檸檬・冬の日 他九篇』（岩波文庫、1954年4月25日。改版1985年6月）ISBN 978-4003108710
  - 装幀：精興社。A6判。仮製本。紙カバー
  - 解説：佐々木基一。淀野隆三「本書の校訂について」。略年譜
  - 収録作品：「檸檬」「城のある町にて」「ある心の風景」「冬の日」「筧の話」「冬の蝿」「闇の絵巻」「交尾」「のんきな患者」「瀬山の話」「温泉」
- 『城のある町にて』（麦書房、1969年5月20日） NCID BA36244441
  - 装幀：粟津潔。絵：久米宏一。A5判。仮製本
  - 監修：阿部知二、小田切秀雄、佐々木基一、国分一太郎
  - 収録作品：「城のある町にて」
- 『檸檬・ある心の風景 他二十篇』（旺文社文庫、1972年12月10日） ISBN 978-4010611241
  - 挿絵：石岡瑛子。A6判。仮製本。カバー
  - 解説：石川弘。付録：坂上弘「季節感について」。平林英子「思い出は遙かに」
  - 収録作品：「檸檬」「城のある町にて」「泥濘」「路上」「過古」「雪後」「ある心の風景」「Kの昇天」「冬の日」「蒼穹」「筧の話」「冬の蝿」「ある崖上の感情」「櫻の樹の下には」「愛撫」「闇の絵巻」「交尾」「のんきな患者」「闇の書」「海」「温泉」
- 復刻版『檸檬』（日本近代文学館、1974年9月20日）NCID BN01013852
  - ※ 精選名著複刻全集シリーズ。収録作品は初版と同じ。
- 『ザ・基次郎――梶井基次郎全作品全一冊』（第三書館、1985年10月15日） ISBN 978-4807485109
  - 菊判。仮装本
  - 収録作品：
    - 〔小説〕：「檸檬」「城のある町にて」「泥濘」「路上」「橡の花」「過古」「雪後」「ある心の風景」「Kの昇天」「冬の日」「桜の樹の下には」「器楽的幻覚」「蒼穹」「筧の話」「冬の蝿」「ある崖上の感情」「愛撫」「闇の絵巻」「交尾」「のんきな患者」
    - 〔遺稿・習作〕：「母親」「奎吉」「矛盾の樣な真実」「『檸檬』を挿話とする断片」「夕凪橋の狸」「太郎と街」「瀬山の話」「犬を売る露店」「雪の日」「家」「栗鼠は籠にはいつてゐる」「闇への書」「闇の書」「雲」「奇妙な手品師」「猫」「琴を持つた乞食と舞踏人形」「海」「籔熊亭」「温泉」「貧しい生活より」「不幸」「卑怯者」「大蒜」「鼠」「カッフェー・ラーヴェン」「瀬戸内海の夜」「汽車」「凧」「河岸」「攀じ登る男」「薬」「交尾」「詩」「彷徨」「帰宅前後」「小さき良心」「裸像を盗む男」
    - 〔批評・感想〕：「青空同人印象記」「川端康成第四短篇集「心中」を主題とせるヴァリエイション」「六号記」「『新潮』十月新人号小説評」「『青空語』への感想」「『亞』の回想」「『戦旗』『文藝戦線』七月号創作評」「『青空』のことなど」「詩集『戦争』」「『親近』と『拒絶』」
    - 〔日記、書簡〕：日記、書簡

### 全集
- 『梶井基次郎全集上巻』（六蜂書房、1934年3月24日） - 限定500部
  - 装幀：清水蓼作。染色者：梅原勝次郎。菊判変型厚・紙装。紙函。口絵写真：梶井基次郎（大正13年3月）、梶井基次郎筆蹟「温泉」原稿
  - 付録：淀野隆三・中谷孝雄「編集者の詞」
  - 収録作品：「母親」「奎吉」「矛盾の樣な真実」「『檸檬』を挿話とする断片」「夕凪橋の狸」「太郎と街」「瀬山の話」「犬を売る露店」「檸檬」「城のある町にて」「泥濘」「路上」「雪の日」「橡の花」「家」「過去」「雪後」「ある心の風景」「Kの昇天―或はKの溺死」「冬の日」「栗鼠は籠にはいつてゐる」「櫻の樹の下には」「器楽的幻覚」「闇への書」「蒼穹」「筧の話」「雲」「冬の蝿」「奇妙な手品師」「ある崖上の感情」「猫」「愛撫」「闇の絵巻」「琴を持つた乞食と舞踏人形」「海」「交尾」「籔熊亭」「のんきな患者」「温泉」
- 『梶井基次郎全集全1巻』（ちくま文庫、1986年8月26日）ISBN 978-4480020727
  - 装幀：安野光雅。A6判。仮製本。紙カバー
  - 解説：高橋英夫「存在の一元性を凝視する」。宇野千代「あの梶井基次郎の笑ひ声」
  - 収録作品：「檸檬」「城のある町にて」「泥濘」「路上」「椽の花」「過古」「雪後」「ある心の風景」「Kの昇天」「冬の日」「蒼穹」「筧の話」「器楽的幻覚」「冬の蝿」「ある崖上の感情」「桜の樹の下には」「愛撫」「闇の絵巻」「交尾」「のんきな患者」「詩二つ」「小さき良心」「不幸」「卑怯者」「大蒜」「彷徨」「裸像を盗む男」「鼠」「カッフェー・ラーヴェン」「母親」「奎吉」「矛盾の様な真実」「瀬戸内海の夜」「帰宅前後」「太郎と街」「瀬山の話」「夕凪橋の狸」「貧しい生活より」「犬を売る露店」「冬の日」「汽車 その他」「凧」「河岸 一幕」「攀じ登る男 一幕」「栗鼠は篭にはいっている」「闇の書」「夕焼雲」「奇妙な手品師」「猫」「琴を持った乞食と舞踏人形」「海」「薬」「交尾」「雲」「籔熊亭」「温泉」
- 『梶井基次郎 1901-1932』〈ちくま日本文学全集024〉（ちくま文庫、1992年1月20日）NCID BN07175347
  - 装幀：安野光雅。A6判。仮製本。紙カバー
  - 解説：群ようこ「五感の刺激」
  - 収録作品：「檸檬」「鼠」「栗鼠は籠にはいっている」「器楽的幻覚」「愛撫」「桜の樹の下には」「闇の絵巻」「交尾」「Kの昇天」「ある崖上の感情」「母親」「奎吉」「大蒜」「夕凪橋の狸」「城のある町にて」「泥濘」「路上」「橡の花」「過古」「雪後」「ある心の風景」「冬の日」「温泉抄」「蒼穹」「筧の話」「冬の蠅」「のんきな患者」「手紙より」
- 『梶井基次郎全集第1巻 作品・草稿』（筑摩書房、1999年11月） ISBN 978-4480704115
  - 装幀：中山銀士。題簽：梶井基次郎。A5変型判。函入
  - 収録作品：
    - 〔小説〕：「檸檬」「城のある町にて」「泥濘」「路上」「過古」「雪後」「ある心の風景」「Kの昇天」「冬の日」「桜の樹の下には」「器楽的幻覚」「筧の話」「蒼穹」「冬の蝿」「ある崖上の感情」「愛撫」「闇の絵巻」「交尾」「のんきな患者」
    - 〔批評・感想〕：「『新潮』十月新人号小説評」「『亞』の回想」「淺見淵君に就いて」「『戦旗』『文藝戦線』七月号創作評」「『青空』のことなど」「詩集『戦争』」「『親近』と『拒絶』」「講演会 其他」「編集後記（大正15年3月号）」「編集後記（大正15年4月号）」「青空同人印象記」「編集後記（大正15年9月号）」「『青空語』に寄せて」「編集後記（昭和2年1月号）」
    - 〔遺稿・習作・感想〕：「奎吉」「矛盾の樣な真実」「太郎と街」「橡の花――或る私信」「川端康成第四短篇集「心中」を主題とせるヴアリエイシヨン」
    - 〔作文、詩歌・戯曲草稿、断片〕：「秋の曙」「秘やかな楽しみ」「秋の日の下」「愛する少女達」「河岸（一幕）」「永劫回歸」「攀じ登る男（一幕）」「凱歌（一幕）」
    - 〔小説草稿、断片群、草稿〕：「小さき良心」「喧嘩」「鼠」「裸像を盗む男」「不幸」「帰宅前後」「卑怯者」「彷徨」「彷徨の一部発展」「大蒜―水滸伝」「母親」「矛盾の様な真実」「奎吉」「カッフェー・ラーヴェン」「瀬戸内海の夜」
- 『梶井基次郎』〈ちくま日本文学028〉（ちくま文庫、2008年11月10日） ISBN 978-4480425287
  - 装幀：安野光雅。A6判。仮製本。紙カバー
  - 解説：群ようこ「五感の刺激」
  - 収録作品：「檸檬」「鼠」「栗鼠は籠にはいっている」「器楽的幻覚」「愛撫」「桜の樹の下には」「闇の絵巻」「交尾」「Kの昇天」「ある崖上の感情」「母親」「奎吉」「大蒜」「夕凪橋の狸」「城のある町にて」「泥濘」「路上」「橡の花」「過古」「雪後」「ある心の風景」「冬の日」「温泉抄」「蒼穹」「筧の話」「冬の蠅」「のんきな患者」「手紙より」
  - ※1992年1月の〈ちくま日本文学全集024〉と同内容。

### アンソロジー
- 『三重』〈ふるさと文学館 第28巻〉（ぎょうせい、1995年6月15日）
  - 装幀：アルク。A5判。厚布装。貼函
  - 編集：藤田明。監修：水上勉、三浦哲郎、松永伍一、阿刀田高
  - 付録：藤田明「作品解説」「自然と風土」「文学者群像」
  - 収録作品：丹羽文雄「ある喪失」「わが母の記」、田村泰次郎「渇く日日」、伊藤桂一「鈴鹿」、志賀直哉「菰野」、伊藤桂一「竹十章」、北原白秋「桑名」、中原中也「桑名の駅」、泉鏡花「歌行燈」、長田幹彦「桑名心中」、佐佐木信綱「家」、清水信「緑雨生誕百年の口惜しさ」、高井有一「伊勢と私」、山口誓子「伊勢」(抄)、有本芳水「鈴鹿峠」「伊勢より」、駒田信二「りんの玉と絵本」「土蔵破り」「僻言する伊勢人の生真面目さ」、岡正基「深い霧」、中谷孝雄「死とその周囲」、色川大吉「さまよう魂」「思いつめた日々」、梶井基次郎「城のある町にて」、足立巻一「青春紀行――伊勢松阪」、戸井田道三「伊勢松阪の位置」、中野嘉一「不規則な街」「桜」、宮田澄子「佐波留島」「籾」、北園克衛「早春」「麦」、森田たま「伊勢の春」、坂口安吾「安吾・伊勢神宮にゆく」、森三千代「祖父・父・私」、尾崎秀樹「間の山ぶし考」、藤本義一「上方苦界草紙」、筑紫申真「アマテラスの誕生」、金達寿「韓神山をたずねる」、柳田國男「遊海島記」、津坂治男「神島」、江戸川乱歩「算盤が恋を語る話」、白石一郎「巨船――答志島」、壺井栄「伊勢の的矢の日和山」、吉井勇「志摩月夜」、伊良子清白「安乗の稚児」、中野嘉一「安乗岬」、横光利一「雪解」、岸宏子「天正 伊賀の乱」「伊賀上野 忍町」、橋本鶏二「初桜」「山国早春」、山中智恵子「斎王帰京の青の道」、伊藤桂一「滝を遡る――伊賀国赤目の滝」、伊良子清白「八鬼山」「熊野の浦」、佐藤春夫「山妖海異」「鉄の熊野路を行く」、生方たつゑ「海の径」「幼き日のメルヘン」、中上健次「熊野・アジア・わが文学」、宇江敏勝「わが出生の地――尾鷲」、竹内浩三「骨のうたふ」「愚の旗」、浜口長生「大漁歌」、錦米次郎「百姓の死」「牛の流感」、浜川弥「三ツ川頭を捨てる」「なま殺し」、小野十三郎「コンビナートの鰻」、黛元男「石油の夜」「神宮林にて」、梅川文男「老人」、田尻宗昭「四日市の記憶」、井上武彦「銀色の構図」